# Яковлевская (Московская область)
Яковлевская — деревня в Орехово-Зуевском муниципальном районе Московской области. Входит в состав сельского поселения Давыдовское. Население — 93 чел. (2010).

## География
Деревня Яковлевская расположена в юго-западной части Орехово-Зуевского района, примерно в 26 км к юго-западу от города Орехово-Зуево. Высота над уровнем моря 131 м. Ближайшие населённые пункты — деревни Костино и Анциферово.

## История
В 1926 году деревня являлась центром Яковлевского сельсовета Запонорской волости Орехово-Зуевского уезда Московской губернии.
С 1929 года — населённый пункт в составе Куровского района Орехово-Зуевского округа Московской области, с 1930-го, в связи с упразднением округа, — в составе Куровского района Московской области. В 1959 году, после того как был упразднён Куровской район, деревня была передана в Орехово-Зуевский район.
До муниципальной реформы 2006 года Яковлевская входила в состав Давыдовского сельского округа Орехово-Зуевского района.

## Население

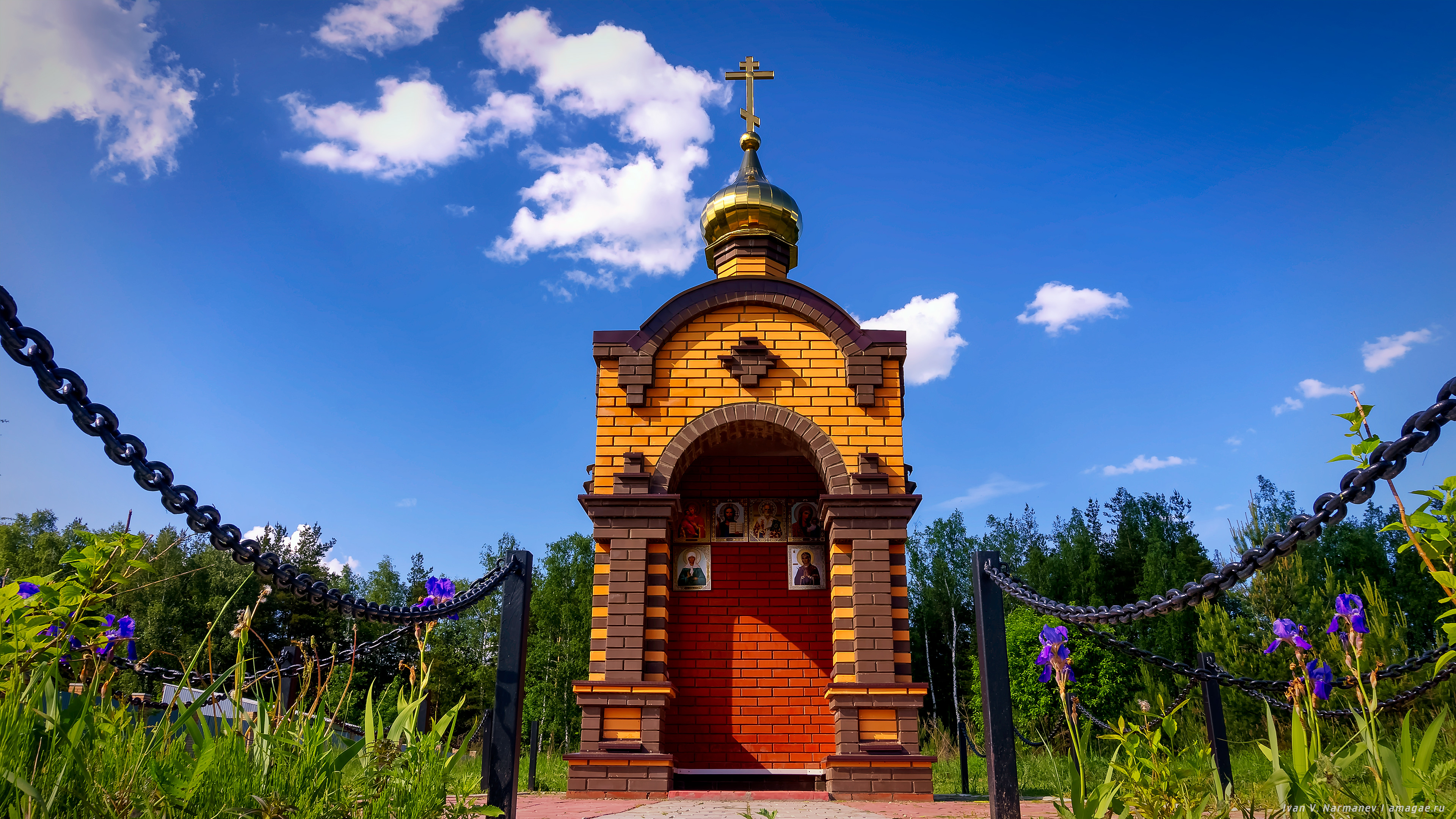
Часовня в деревне Яковлевская

В 1926 году в деревне проживало 578 человек (240 мужчин, 338 женщин), насчитывалось 127 хозяйств, из которых 82 было крестьянских. По переписи 2002 года — 95 человек (42 мужчины, 53 женщины).
| 1926 | 2002 | 2006 | 2010 |
| ---- | ---- | ---- | ---- |
| 578  | ↘95  | →95  | ↘93  |